# 隠津島神社 (二本松市)
隠津島神社（おきつしまじんじゃ）は福島県二本松市木幡に鎮座する神社。かつては弁才（財）天宮と称しており、現も「木幡の弁天様」と呼ばれて親しまれる。12月に行われる木幡の幡祭りが国（日本）の重要無形民俗文化財に指定されている。旧社格は県社。
県の中部一帯（中通り）の北部、阿武隈山脈の西斜面における丘陵地帯の東端に円錐形の姿で聳える木幡山の8合目に巨岩を背に鎮座する。木幡山全域を境内地とし、山麓には遙拝殿もある。木幡山は古くから神霊の籠る山として「御山（おやま）」とも称され信仰の対象とされた為に、山中に鎮座する当神社を指して「御山」と呼ぶ場合もある。

## 祭神
隠津島姫命（おきつしまひめのみこと）、田心姫（たごりひめ）命、湍津姫（たきつひめ）命の宗像三女神を祀る。
鎮座地である木幡山の「木幡」は「蚕機（こはた）」の謂であるとされ、養蚕の神としても崇められる。

## 由緒
社伝に因れば、神護景雲3年（769年）に安積（阿尺）国造の丈部継足（はせつかべのつぐたり）が、3男である継宣（つぐのり）を社司（祭祀者）に定めて山中に勧請したのが創祀で、大同年中（9世紀初頭）に平城天皇の勅願により神仏が習合した両部神道に基づいて「隠津嶋神社弁財天」と称するようになったといい、これを『延喜式神名帳』陸奥国安積郡に「隠津嶋神社」として登載された式内社と見る説もある（後述）。一方、近世迄は木幡山山中に栄えた治陸寺を別当とし、同寺は同じく大同年中の開創と伝える天台宗寺院であったが、近世以前においては天台寺院とはいえ延暦寺に属すのではなく羽黒修験の影響を蒙った一山寺院（中核寺院と複数の寺社から構成される独立独派の寺院組織）であったと考えられ、それらを併せて考えると、神護景雲の神社創祀や大同の寺院開創の真偽はともかくも神霊の籠る古来の聖地に勧請された神社がその後修験道と習合したものと思われる。例えば、かつては木幡山山頂に立岩（巨岩）を背にした蔵王権現を祀る蔵王宮があり、その付近に営まれた経塚（蔵王経塚）は藤原時代末期（平安時代後期末、12世紀）に複数回に亘り造営されたものと推定され、立岩は磐座であって修験道の聖地とされる奈良県金峯山（山上ヶ岳）山頂にある蔵王権現湧出岩に見立てた祭祀が行われたものと思われ、経塚の経営も末法思想の流行に伴う弥勒下生信仰（弥勒菩薩の下生信仰）に基づいた蔵王権現信仰と如法経による供養とが相俟って行われたものと考えられるので、これは古来の聖なる山に蔵王権現を祀りその守護の下に経典を埋納したものと考えられる。なお、『三宝絵詞』等によると金峯山は弥勒菩薩の浄土で黄金が埋まり蔵王権現は同菩薩下生の時迄これを守護するとの説が載るが、一方で弁才天にも黄金を始めとする授福を司る神徳が期待されており、そこから極めて現世利益的な希求を媒介とした蔵王権現信仰と弁才天信仰との習合が考えられるので、弁才天の祀られた木幡山に埋経が行われた理由も窺い得るものとなる。
平安時代の後期、治承から康平年間（11世紀中半）にかけての前九年の役において安倍氏征討の為に朝廷から派遣された源頼義、義家父子が当神社に祈願を込めたとの伝えがあるが、中世以降は専ら治陸寺による一山支配に包摂され、治陸寺とともに全山が歴代領主層の崇敬を受けている。『松藩捜古』に因ると文明14年（1482年）に当時の領主で石橋（塩松）義衡の事と伝えられる源家博を大檀那として社殿の造営が行われており、その後は大内氏からの崇敬を受け、天正5年（1577年）の棟札によると塩松城城主、大内義綱が大檀那として造営に当たっている。天正13年（1585年）の伊達政宗の仙道（中通り）侵攻の際に兵火で社殿が焼き払われた結果、弁才天の尊像1躯、宝塔1基（現境内三重塔）、後冷泉天皇からの下賜と伝える治陸寺に対する勅願寺の額のみを残す迄に衰微したものの、その後の領主により再興され、会津藩に封された蒲生秀行は杉数千本を献植し、江戸時代の二本松藩藩主加藤明利は寛永14年（1637年）に木幡山の山林を保護する禁制を発し、元文頃（18世紀前葉）に纏められた「弁才天宮万書上帳」に因れば治陸寺は近世期には本坊12坊新坊12坊を構えた天台宗の大寺院であった。
弁才天宮は加藤氏の後に入封した丹羽家によって祈願所と定められて安達郡東部一帯の総鎮守とされ、明暦元年（1655年）に藩主光重が社殿の修復と社領50石を寄進、同長次が貞享3年（1686年）に社殿を再建し、寛政年間（18・19世紀の交）には同長貴が社殿の造営を行う等、江戸時代を通じて同家により崇敬された。元禄9年（1696年）の「木幡山相改帳」等によると、弁才天宮には本殿、三重塔（現天満神社）、薬師堂（同医薬神社）、千手堂（同養蚕神社）、門神堂（同門神社）、羽山権現宮（同羽山神社）や現存はしないものの虚空蔵堂や筑山権現宮といった堂塔があり、本殿には御前立（前立（まえだて）本尊。本尊が秘仏とされる場合、その代わりとして拝観用に造立した本尊）の弁才天と十五童子の木像が祀られていた。
江戸時代中期以降になると次第に弁才天宮社人であった阿部氏が擡頭し、治陸寺の学頭と一山支配を廻る係争を起こすようになり、『木幡山志』に元文3年（1738年）、寛保2年（1742年）、明和3年（1766年）、寛政12年（1800年）の寺社奉行による裁許状4通が残されている。阿部氏は元禄12年（1699年）に神祇管領長上吉田兼敬から官位（吉田官）を得ており、神社の本所である吉田家の権威を背景に、式内社「隠津嶋神社」である事を積極的に主張して治陸寺学頭と対立し、宝暦13年（1763年）の「安達郡神祇道宗門御改帳」には「延喜式内安達郡東郷惣鎮守、木幡山隠津嶋神社弁財天三女神」と記されているが、明和度と寛政度の裁許状において治陸寺側から「隠津嶋神社」という神社号に対する異議が出されており、寛政12年の寺社奉行の裁許により「隠津嶋神社」号は停止して「弁財天」を神社号とする事と、以後は治陸寺と阿部氏と「和融し祭祀勤務」する事とが定められた。
明治2年（1869年）に神仏判然令を受けて治陸寺との関係を断ち、弁才天宮は「厳島神社」と改称する一方で治陸寺は廃寺とされ、治陸寺の住職亮澄が還俗して神主となったが、翌3年に阿部氏が神主（現宮司に相当）に復した事で治陸寺系の支配は完全に終わった。同9年11月に郷社に列し、同35年（1902年）に改めて現社名に改称し、同40年8月（又は7月）に県社に昇格した。なお、昭和15年（1940年）に神主阿部家の居宅及び倉庫が焼失し、その際に古文書や記録が失われている。
式内社論争
当神社を式内社「隠津嶋神社」に充てる説があり同神社の論社とされるが、他にも論社は存在しており、そのいずれが該当するかの定説は得ていない。当神社の場合、古額に「隠津島神社」と記されていたらしい事を理由に、式内社と見るのに「聊（いささか）由あり」と考証されたりもするが、貞享4年（1687年）の「木幡山神領神田並古跡等書上」に「澳津島（おきつしま）。本社は境内南ノ谷中に有り。是社地の惣名なり」と見えるのが「隠（澳）津島」表記の初見であって、それ以前に「隠津島神社」と称していたかは不確実なものがある。近世まで専ら弁才天宮と称された事や上述弁才天宮社人阿部氏と治陸寺との主導権争いを考えると、あるいは貞享から元禄にかけて阿部氏が新たに「隠津島神社」と称え出したものとも推定できる。もっとも、式内社であるか否かはともかくも江戸時代後期には「安達郡中の大社」であったという。

## 祭祀
当神社を創祀した丈部継足の後裔と伝える阿部家が宮司職を襲っている。例祭は4月25日。12月には木幡の幡祭りが斎行される。

### 木幡の幡祭り
昭和41年（1966年）迄は陰暦11月18日に行われたが、翌年から陽暦12月の第1日曜日に斎行されるようになった、境外末社羽山（はやま）神社の祭り。隠津島神社の氏子である9の地域が集落毎に設けられた「堂社（舎）」と呼ばれる籠り堂に参籠した後、白装束に身を包んで青・黄・赤・白・黒（紫）の5色の布を縫い合わせた大幡を担ぎ、桐製の法螺貝を吹き鳴らしながら木幡山の山中及び山麓を羽山神社迄練り歩く神事で、前九年の役において安倍氏に逐われた源頼義、義家父子が木幡山に立て籠もった際に本社（弁才天宮）に祈願を込めたところ、俄かに降雪があって山中の杉木立が雪を被り、これを林立する源氏の白旗と見誤った寄せ手がその多勢に驚いて攻める事なく退却したという故事に由来すると伝えられ、また、その故に祭日には必ず降雪があるとの俚諺や、幡は白絹で縫うのが本来で、後に色物を用いるようになったとも言う。神事内容は大きく参籠後の幡（絹製）の奉納と、「ゴンダチ（権立）」と呼ばれる15歳を迎えた後に初めて神事に参加する男子の成人儀礼とから成っている。「日本三大旗祭り」の一つに数えられ、昭和51年に東和町の重要無形民俗文化財、平成4年に県の重要無形民俗文化財に指定され、同6年に国の記録作成等の措置を講ずべき無形の民俗文化財に選択、同16年（2004年）には国の重要無形民俗文化財に指定された。
祭りの3日前から男性氏子は集落毎に堂社に籠り、堂社近くの井戸の清水で水垢離を取り（桶で13杯、17杯、23杯等、奇数回浴びるのが通例という）、ゴンダチの持つ男根状の太刀を木を削って造ったり縄状の袈裟を藁を編んで作ったりして過ごす。また、お籠もりの間に唱え言葉（祝詞）を唱えるが、それには神道的祝詞と仏教的唱詞が併用されるという神仏混淆の名残を見せている。その間、女性は集落毎に3反乃至5反の反物を集めて裁断はせずに接（は）ぎ合わせて前日迄に幡を縫い上げる等の準備が行われる。前日の夕方乃至当日早朝に縫い合わせた幡を持って集落内の氏神を詣でる「小宮参り」を行ない、途中、集落各戸を訪れては防火祈願に幡を屋根に立て掛け、神札や餅等を授与して祝儀を貰う。なお、堂社は専用に設けたものや住宅の一部を使用するもの等、かつては47箇所あったが、現存するものは20箇所程度であり、また9地区それぞれを指して「堂社」とも呼ぶ。
当日朝、各堂社毎に行列を組んで旧木幡第一小学校に向かい、旧小学校地元の田谷堂社が迎え幡と神酒を弁備してこれらを迎える。9の堂社が集合すると、午前9時から出立式が行われ、各堂社は神官による修祓を受けた後に、国旗、梵天、法螺貝、ゴンダチ、駒形、白幡、色幡、神供用の餅の順で行列を組み、法螺貝の音に合わせて進行して隠津島神社参宿所（治家公園）に至り、そこで昼食を取った後に幡の一行とゴンダチ一向に分かれる。幡組は木幡山の尾根伝いに羽山神社へ先行するが、袈裟を首に掛けて男根状の太刀を肩から吊して新しい草鞋を腰に下げたゴンダチを中心とする一行は、41歳以上の氏子（これを「元老」と称す）から選ばれた先達（世話人）の先導で隠津島神社の南側参道（裏参道）を通って同神社へと直行する。
羽山神社に着いたゴンダチ一行は、まず神社直下の「くぐり岩」と呼ばれる70センチ程の割れ目のある大岩でゴンダチの「胎内くぐり」を行う。ゴンダチは岩の前に太刀と袈裟を置いて納め、小銭（「お賽銭」と呼ぶ）を口に咥えて1人宛割れ目を身を捩りながら潜り抜け、抜け出ると咥えていた小銭を一旦地面に落として手で拾う。ゴンダチ全員が潜り終えるとくぐり岩の前に並び立ち「ゴンダチ呼ばり」となる。これはくぐり岩の上と下に立った先達が法螺貝を吹きつつ大声でゴンダチと問答を行い、最後にゴンダチが「八幡太郎と申す」と述べる儀式で、最後のゴンダチの言上を聞いた周囲の者は「生まっちゃ」と声を掛けてこれを祝福する。その後ゴンダチは羽山神社本殿に向かい、社前の乳屋で先の「お賽銭」で「乳（ちち）」と呼ぶ小豆粥を購ってこれを食し（「食い初め」と呼ぶ）、その後持参した梵天と丸餅を神前に供え、幡組と合流して一緒に拝礼する。その後再度ゴンダチだけで拝礼を行うが、その作法は最初に社殿に背を向けて拝む「背拝み」、次いで横向きに拝む「横拝み」、最後に神社正面から拝む。ゴンダチは以上を果たす事で成人として認められる事となるが、かつては3年がかりの儀式で、初年は背拝み、次年は横拝み、3年目に初めて正面から拝む事で成人と見なされたという。
羽山神社の参拝を終えた一行は下山途中に本社に参拝し、その後各堂社に戻り直会となる。また、祭典後に幡用に集めた布は持ち主へと返却するが、それで縫った着物を子供に着せると無病息災に育つという。
ゴンダチの一連の儀式は、大岩を母胎に見立てた誕生（再生）と命名の後に、お食い初めと羽山神社への初宮詣、成人式に至るという流れをなぞらえたものとされるが、幡祭りに関して言えばこの日に木幡山の桑の葉を摘んで自家で栽培した桑の葉と混ぜ、それを蚕に与えればよく育つものともされているので、本来は養蚕業に因む神事であったと考えられるが、幡をハヤマ信仰によるハヤマ籠りに多く用いられる梵天の変化したものと見るならば、前九年の役に関する由緒は附会されたもので、本質は参籠を主とするハヤマ信仰に基づく習俗であって、そこに羽黒修験にも見られる胎内くぐりといった成人儀礼や養蚕業の繁栄を祈って絹を奉納する習俗が加わったものとも考えられ、いずれにせよ木幡山に対する原始信仰を基盤に種々の信仰、儀礼が複合していったものと考えられる。

## 社殿
本殿は二本松藩主丹羽長貴の命により寛政元年（1789年）に着工され、同12年（1800年）4月に竣工した大規模な三間社流造。内陣は折上格天井を張り奥に作りつけの宮殿を安置する。
拝殿は同じく寛政元年の着工、同6年（1794年）5月竣工で、桁行7間梁間3間の入母屋造平入、正面屋根中央に千鳥破風を飾り、中央柱間は広くとって格子状の唐戸を建て、1間の向拝を向唐破風造で付加する。木鼻は獅子象鼻であるが総じて和様を主体とし、内部は前面1間通りを外陣、奥2間を内陣とする。また、高欄付きの太鼓橋で本殿に接す。
本殿、拝殿とも総欅材の素木造で屋根銅板葺、要所に造営主である丹羽氏の定紋を飾る。昭和51年（1976年）に東和町の有形文化財に指定され、平成17年（2005年）に同町が市町村合併により二本松市に編入されてからは市の指定文化財とされている。
山麓の一の鳥居は文政元年（1818年）9月に当時の内木幡村名主紺野氏の寄進で建立されたものであるが、傍らには樹齢約400年（昭和51年当時）と言われる松が立ち、それは文政以前の一の鳥居建造に際して記念に植樹されたものと伝えられる。なお、松は地上5メートルで2枝に分かれ、鳥居を覆うように枝を広げる様から昭和51年に東和町の天然記念物に指定されたが（現市指定）、平成17年1月の大雪により南側の枝の3分の2程が折損した。

## 境内社
本殿両脇の養蚕神社と松尾神社、本殿北側の足尾神社、白山神社、疱瘡神社、八坂神社、熊野神社、養蚕神社、山中の医薬神社、門神社、山口神社、天満神社の計12社の境内社と、境外末社として木幡の幡祭りの舞台である羽山神社とがある。
本殿北側の養蚕神社は旧千手堂で、かつては千手観音菩薩が本尊として祀られていた。「木幡山治陸寺縁起」等によれば千手堂は治陸寺と同じく大同年中に建立されたと伝え、永禄3年（1560年）には本尊像の存在も確認できるが、天正度の兵火に罹って焼失し、後に明暦元年（1655年）の弁才天宮修復時に藩主丹羽光重から堂の再建と本尊として千手観音菩薩の立像の寄進も行われたものと考えられる。また、安政3年（1856年）頃には明徳4年（1393年）や応永2年（1395年）等の紀年銘のある大般若経が納められていたという。明治初年の治陸寺の廃寺に際して養蚕神社とされ、本尊であった立像は同寺の子院であった松本坊（現治陸寺）に遷された。令和3年（2021年）には社殿の改修費用を集めるクラウドファンディングが行われ、目標額を上回る寄附等によって翌令和4年（2022年）に完成した。
拝殿より一段下の三重塔は天満神社として菅原道真公を学業の神として祀っている。塔としては文明4年（1472年）の建立にかかり、天正年間の伊達氏侵攻による兵火を免れた数少ない建物であるが、寛永20年（1643年）に藩主丹羽光重が巡拝した当時には初層のみを残す姿に荒廃していたといい、光重の命で延宝2年（1674年）に全面改築された後、享保元年（1716年）に再度の修復を受けたが、明治35年（1902年）に暴風により再度初層を残して倒壊している。現三重塔は三度旧形に準じて大修理が行われたもの。方3間の屋根宝形造、初層は木割の太い円柱や、木鼻や軒支輪、軒の三手先組物等、ほぼ和様を基調とする。なお、屋根は銅板葺であるがもとは杮葺であった。県内にある近世以前の数少ない三重塔の遺構で、江戸時代中期の手法を残すものとしても貴重であり、昭和30年に県の重要文化財に指定された。
参道中腹、国の天然記念物に指定される大杉（木幡の大スギ）の傍らに祀られる門神社の本殿は、貞亨3年（1686年）の丹羽長次による本殿造替に際して旧本殿を移設した建物で、方3間寄棟造の和様を主とした仏堂様式。移設後に虚空蔵菩薩を祀っていたという。昭和55年に東和町の有形文化財に指定された（現市指定）。なお、屋根は茅葺であったが、昭和50年に銅板葺に葺替えられた。

## 境内
福島県の名勝及び天然記念物に指定される木幡山全域を境内地とし、山中に県指定史跡の経塚群を始めとする文化財や史跡を有する。「木幡の大スギ」や蒲生秀行が植栽したという目通周囲7メートル以上の杉や檜を始めとする目通幹周4メートル以上の巨木が聳え、昭和49年には県の保健保安林にも認定されている。
本殿に至る参道沿いを始めとする山内各所に治陸寺時代の神仏習合の形跡を窺わせる自然石の平面上に彫られた観音菩薩の像があり、「三十三観音」と称されて昭和52年にはこれらを巡礼する為の遊歩道も整備された。

## 文化財
（件名後の括弧内は指定の種別と年月日）
国指定
- 杉（天然記念物、昭和16年3月27日） - 詳細は「木幡の大スギ」参照
- 木幡の幡祭り（重要無形民俗文化財、平成16年2月16日）

福島県指定
- 木幡山（名勝及び天然記念物、昭和30年2月4日）
- 末社天満神社本殿（三重塔）（重要文化財（建造物）、昭和30年12月27日）
- 木幡山経塚群（史跡、昭和54年3月23日） - 詳細は「木幡山#史跡・文化財」参照

二本松市指定
- 本殿（有形文化財（建造物）、昭和51年12月1日）
- 拝殿（同上）
- 末社門神社本殿（有形文化財（建造物）、昭和55年8月29日）
- 銅鐘1口（有形文化財（工芸品）、昭和51年12月1日）

明暦4年（1655年）に安積郡部谷田（現郡山市日和田町）の鋳物師が信者からの喜捨を募って鋳造、奉納したと伝えられる総高130センチの梵鐘。「木幡山の梵鐘」の名で知られ、大東亜戦争（太平洋戦争）で武器や弾薬といった戦略物資の不足を補う為に多くの梵鐘が回収され鋳潰される時勢においても供出を免れた一品。
- 一の鳥居の松（天然記念物、昭和51年12月1日）
- 元亨の板碑1基（有形文化財（考古資料）、平成15年2月1日） - 詳細は「木幡山#史跡・文化財」参照
- 「為民（いみん）」の碑1基（有形文化財（歴史資料）、平成15年2月1日）

明治35年（1902年）に暴風により倒壊した三重塔を再建する為の土台石を探索中に、同年末に隠津島神社本殿の傍らから発見された高71センチ、中央部幅98センチの石碑。元来天明6年（1786年）に建立され、当時の内木幡村の名主紺野嘉簇が、同3年に遭遇した大飢饉を教訓に非常時の備えの大切さを後世に語り継ぐべく残したものであるが、明治初年の神仏分離令を受けて仏教に関わる遺物と誤解され埋められたと考えられている。碑文によると、竹に花が咲くのは凶年の前兆という言い伝えがあり、その通りに天明2年に御山（木幡山）の竹に花が咲き実が成ると翌年に凶作が訪れ、「わらの粉のもち又草木の根葉まで食すれども飢えて死ぬ人数知らず」という状態になったといい、米価が3倍近く高騰し、粉糠やそば粕（蕎麦殻）、ひえ粕までもが食料として取引された事が知られる。
その他
明治以前に本尊とされた弁才天像（秘仏）と「木幡山相改帳」（元禄9年）に記された「御前立弁才天」と「十五童子」の木像が現存する。明治初年の神仏分離に際して御前立弁才天像は松本坊（現治陸寺）に遷され、秘仏弁才天像と十五童子像は当時の内木幡村名主であった紺野宗助に譲渡されて同家が自邸内に安置していたが、後者は昭和44年（1969年）に神社に返納され第二社務所脇に安置されている。なお、秘仏弁才天像は天明初年（1781年頃）の製作にかかる。